# Lijst van spelers van FC Haka Valkeakoski
Deze lijst omvat voetballers die bij de Finse voetbalclub FC Haka Valkeakoski spelen of gespeeld hebben. De namen van de spelers zijn alfabetisch gerangschikt.

## A
- Iiro Aalto
- Feras Abid
- Keijo Airola
- Pertti Alaja
- Berkan Algan
- Seppo And
- Hannu Asikainen
- Veikko Asikainen
- Nana Attakora

## B
- András Babócsy-Vilnrotter
- Jani Bäckman
- Michael Belfield
- Kris Bright

## C
- Jhon Cagua
- Josef Chavez
- Ossi Colin
- Diego Corpache

## D
- Dema
- Hans Denissen
- Aleksandr Dovbnya
- Mark Dziadulewicz

## E
- Kalle Eerola

## F
- Cheyne Fowler

## G
- Xhevdet Gela
- Brian Gilmour

## H
- Juhani Haavisto
- Antti Hakala
- Martti Halme
- Marlon Harewood
- Pekka Heikkila
- Ari Heikkinen
- Erkka Heinä
- Juha Helin
- Kimmo Hell
- Attila Herédi
- Jonne Hjelm
- Niko Hoikkala
- Mauri Holappa
- Pietari Holopainen
- Heikki Huoviala
- Jorma Huovinen
- Olli Huttunen
- Antti Hynynen
- Janne Hyökyvaara
- Jarno Hyökyvaara

## I
- Niko Ikävalko
- Mikko Innanen
- Abdullahi Ishaka
- Oleg Ivanov

## J
- Topi Järvi
- Petri Järvinen
- Rostislav Jeřábek
- Markus Joenmäki
- Jussi Jokela
- Juha Jokinen
- Niko Julin
- Mika Jussila
- Jaakko Juuti

## K
- Tommi Kainulainen
- Juuso Kangaskorpi
- Miroslav Karas
- Lasse Karjalainen
- Jusu Karvonen
- Kastriot Kastrati
- György Katona
- Jani Kauppila
- Ville Kauppinen
- Tommi Kautonen
- Jari Kinnunen
- Nicholas Kivistö
- Aarre Klinga
- Tarmo Koivuranta
- Endre Kolár
- Markus Koljander
- Janne Korhonen
- Kari Korkea-Aho
- Mohamed Koroma
- Jukka Koskinen
- Péter Kovács
- Mikko Kruuti
- Toni Kuivasto
- Jarmo Kujanpää
- Markku Kumpulampi
- Albert Kuqi
- Kert Kütt
- Martti Kuusela
- Pauli Kuusijärvi

## L
- Olli Laakso
- Eino Lahti
- Markku Lahti
- Timi Lahti
- Janne Lahtinen
- Juha Lahtinen
- Mika Laiho
- Heikki-Jussi Laine
- Nils Laine
- Witthaya Laohakul
- Mikko-Petteri Latosaari
- Erkki Lehtinen
- Timo Lehtinen
- Toni Lehtinen
- Heikki Leinonen
- Arto Lindberg
- Janne Lindberg
- Petri Lindberg
- Kari Lindholm
- Stefan Lindström
- Kim Lingman
- Santeri Lintunen
- Tapio Lintunen
- Sándor Lörincz
- Lassi Luoto

## M
- Janne Mahlakaarto
- Sami Mahlio
- Ilkka Mäkelä
- Janne-Pekka Mäkelä
- Asko Mäkilä
- Olli Mäkinen
- Mika Mäkitalo
- Esko Malm
- Mikko Manninen
- Marco
- Heikki Marjomaa
- Valdemaras Martinkenas
- Kari Martonen
- Claudio Matrone
- Marco Matrone
- Jarno Mattila
- Matti Mättilä
- Shane McFaul
- Tom Meagan
- Obi Metzger
- Juha Mielonen
- Valeri Minkenen
- Kalle Multanen
- Nebi Mustafi
- Marko Myyry

## N
- Ik-Kyung Nam
- Markku Närvä
- Mika Nenonen
- Jari Niemi
- Aleksi Nieminen
- Antti Nieminen
- Eero Nieminen
- Joni Nieminen
- Rami Nieminen
- Pentti Niittymäki
- Jari Nikkilä
- Pertti Nissinen
- Regillio Nooitmeer
- Jussi Nuorela
- Mika Nurmela
- Harri Nyyssönen
- Kai Nyyssönen

## O
- Kasperi Ojala
- Antti Ojanperä
- Jarkko Okkonen
- Viktoras Olsanskis
- Quincy Osei

## P
- Matti Paatelainen
- Mikko Paatelainen
- Mixu Paatelainen
- Mauri Paavilainen
- Tommi-Björn Paavola
- Ville Pajula
- Väinö Pajunen
- Maido Pakk
- Mikko Pakkanen
- Kalle Parviainen
- Jaakko Pasanen
- Juha Pasoja
- Juhani Peltonen
- Tero Penttilä
- Niko Perera
- Jacek Perzyk
- Saku Pesonen
- Lutz Pfannenstiel
- Jouko Pirinen
- Juha Pirinen
- Jukka Pirinen
- Matti Pitko
- Valeri Popovitsj
- Anton Popovitsj
- Sasha Popovitsj
- Aimo Pulkkinen
- Jami Puustinen

## R
- Esko Ranta
- Jukka Rantala
- Jouni Räsänen
- Seppo Räsänen
- Jussi Rautiainen
- Martin Reijnders
- Gary Rice
- Sami Ristilä
- Shane Robinson
- Antti Ronkainen
- Erno Rosenberg
- Anders Roth
- Jukka Ruhanen
- Gabriel Ruiz

## S
- Jarmo Saastamoinen
- Janne Salli
- Juuso Salonen
- Risto Salonen
- Tommi Salonen
- Cherno Samba
- Sami Sanevuori
- Jukka Santala
- Janne Savolainen
- Lajos Schróth
- Jordan Seabrook
- Petter Setälä
- Pekka Sihvola
- Michał Sławuta
- Jussi-Pekka Sorri
- Sebastian Strandvall
- Joel Sunabacka
- András Szebegyinszki
- Mihaly Szeróvay

## T
- Teemu Tainio
- Ari Tanttu
- Juhani Tapola
- Kimmo Tarkkio
- Sergei Terehhov
- Panu Toivonen
- Elias Tolvanen
- Tommi Torkkeli
- Markus Törnvall
- Ben Traoré
- Hannu Tuomimäki
- Mauri Tuuri

## U
- Arto Uimonen
- Petri Uimonen

## V
- Sami Väisänen
- Ville Väisänen
- Veijo Valtonen
- Ari Valvee
- Tommi Viik
- Teuvo Vilen
- Petri Viljanen
- Mikko Vilmunen
- Reijo Vuorinen

## W
- Markku Wacklin
- John Weckström
- David Wilson
- Richard Wilson

## Y
- Benito Yllaconza
- Harri Ylönen